# Philipp III. (Hanau-Münzenberg)

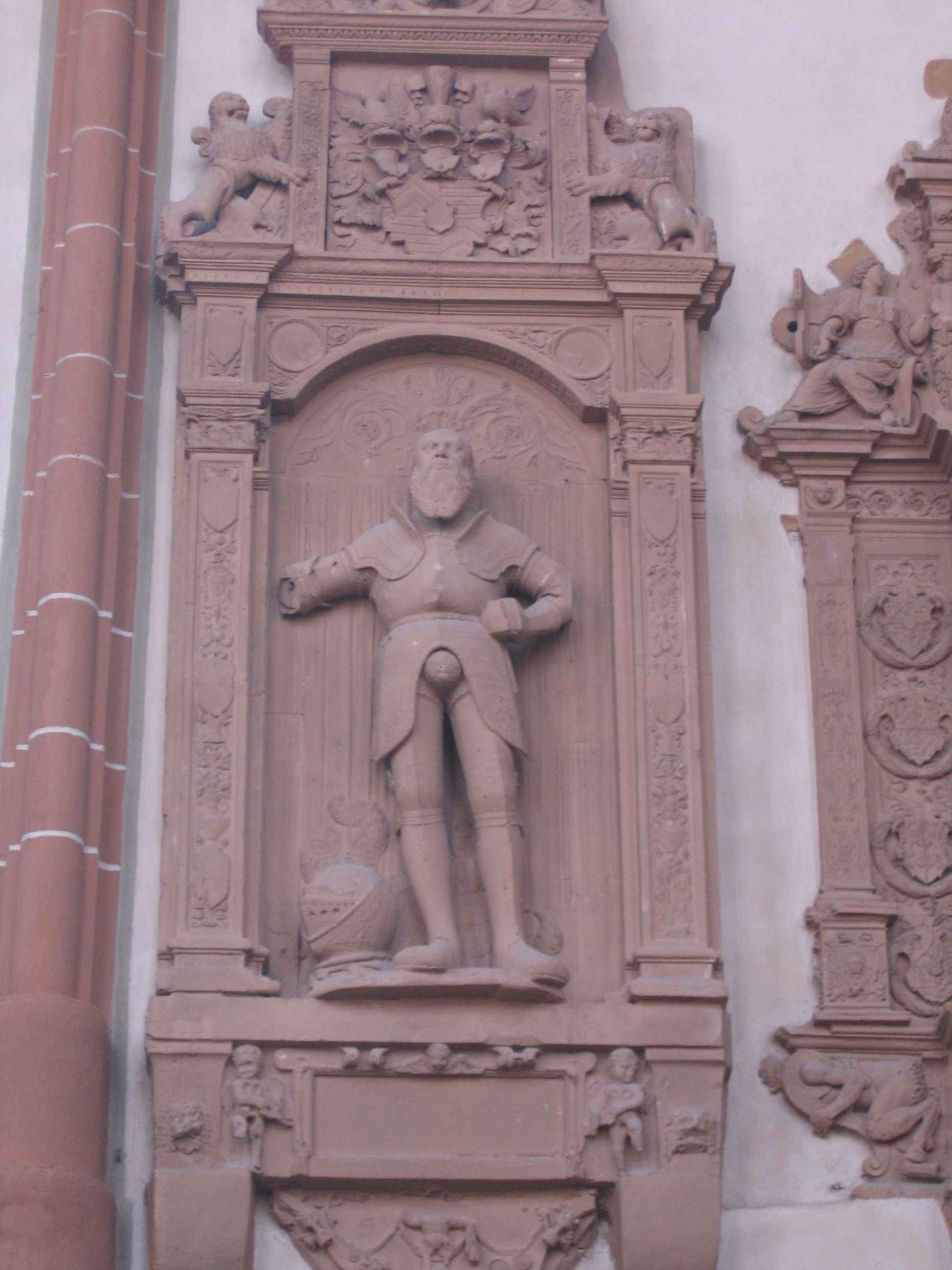
Marienkirche Hanau, Epitaph des Grafen Philipp III. von Hanau-Münzenberg

Philipp III. von Hanau-Münzenberg (* 30. November 1526; † 14. November 1561) regierte in der Grafschaft ab 1529.

## Herkunft und Vormundschaft
Philipp III. war der zweite Sohn des Grafen Philipp II. von Hanau-Münzenberg (* 17. August 1501; † 28. März 1529) und der Gräfin Juliana zu Stolberg (* 15. Februar 1506; † 18. Juni 1580).
Ein älterer Bruder war bereits als Kind verstorben. Er selbst war erst drei Jahre alt, als er die Grafschaft erbte.
Mutter und Verwandte ergriffen deshalb die Initiative, um eine Vormundschaft vom Reichskammergericht errichten zu lassen. Sie wurde gebildet aus:
- Gräfin Juliana zu Stolberg, Mutter des Mündels. Sie heiratet später den Mitvormund
- Graf Wilhelm (der Reiche) von Nassau-Dillenburg. Er war ein Enkel eines Ururgroßvaters des Mündels.
- Graf Balthasar von Hanau-Münzenberg, der jüngere Bruder des Verstorbenen Grafen Philipp II., also ein Onkel des Mündels. Er scheint rein faktisch die Hauptlast der Arbeit erledigt zu haben, starb aber bereits 1534.
- Graf Reinhard I. zu Solms-Hohensolms-Lich, Sohn einer Großtante des Mündels.

Als problematisch erwies sich, dass die vorangehende Vormundschaft über Graf Balthasar ein Abkommen vorbereitet hatte, das seinen Verzicht auf die Grafschaft Hanau-Münzenberg erklärte. Philipp II. lag zu diesem Zeitpunkt bereits im Sterben und hat die entsprechende Urkunde, obwohl schon entsprechend  vorbereitet, nicht mehr gesiegelt. Dieser Vertragsentwurf war ein Problem bei der Übernahme der Vormundschaft für die Kinder Philipps II. durch ihren Onkel, Graf Balthasar, weil der ja darin eben erst seinen Verzicht auf die Grafschaft erklärt hatte. Das Problem wurde mit dem formalen Argument aus der Welt geschafft, dass Philipp II. die Urkunde nicht mehr gesiegelt und diese daher keine Gültigkeit erlangt habe.
In seiner Jugend besucht Philipp III. zusammen mit seinem jüngeren Bruder Reinhard von Hanau bis 1541 die Universitäten Mainz und Ingolstadt. Eine anschließende Bildungsreise führte Graf Philipp III. nach Antwerpen, Mechelen, Löwen, Brüssel, Breda, Straßburg und von dort in die „Hauptstadt“ der Grafschaft Hanau-Lichtenberg, Buchsweiler (heute: Bouxwiller), zum Verwandtenbesuch. Von dort ging es weiter nach Frankreich, nach Orléans und zum Studium an die Universität Bourges.

## Regierung

### Reformation
In seiner Regierungszeit – tatsächlich aber noch unter der Vormundschaft – hält die Reformation Einzug in der Grafschaft Hanau-Münzenberg. Der Vormund, Graf Balthasar, soll sie sehr gefördert, Graf Reinhard I. von Solms-Lich-Hohensolms eher dagegen gearbeitet haben. Die Reformation wird zunächst „schleichend“ eingeführt, vor allem durch den Ersatz ausscheidenden Kirchenpersonals durch der Reform zugewandte Geistliche. Bereits 1523 wurde Pfarrer Adolf Arbogast ins Stiftskapitel der Marienkirche aufgenommen, der bei seiner Berufung erklärte, dass er mit der täglichen Messe und Vesper möglichst wenig zu tun haben wolle, weil er sich viel mehr der Predigt und dem Evangelium widmen wolle. Sein Nachfolger, Magister Philipp Neunheller, ist der eigentliche Reformator Hanaus. Unter seinem Einfluss gewannen die Neuerungen immer mehr an Boden. Der katholische Gottesdienst wurde nie offiziell aufgehoben. Durch Ausscheiden von Geistlichen, deren Stellen nicht mehr neu besetzt wurden, nahm deren Zahl immer weiter ab.

### Eigene Regierung
1544 wurde Graf Philipp III. mit 18 Jahren für volljährig erklärt, obwohl das Mündigkeitsalter nach Gemeinem Recht bei 25 Jahren lag. Offensichtlich wollten sich die Vormünder von ihrer lästigen Aufgabe befreien. Hinsichtlich seines jüngeren Bruders, Reinhard, aber mussten sie diese noch weiter wahrnehmen.
1561 erwarb Graf Philipp III. das ehemalige Kloster Naumburg in der Wetterau für Hanau, wozu auch die Pfarreien Bruchköbel, Oberissigheim und Kesselstadt gehörten.
In seiner Regierungszeit wurden auch die Schlosserweiterung und der Festungsausbau um die Stadt Hanau abgeschlossen. Die Grafschaft leistete ihren Beitrag zur Türkensteuer.

### Rienecker Erbschaft
Graf Philipp III. von Rieneck arbeitete in der Frage der Reformation und auch wohl sonst eng mit Graf Philipp III. von Hanau-Münzenberg zusammen. Als absehbar war, dass der Rienecker Graf ohne männliche Erben sterben würde, bat er Kaiser Karl V. um die Eventualübertragung der Lehen an Hanau, was der Kaiser auch gewährte. Ein Argument dafür war, die Ähnlichkeit der Wappen von Hanau und Rieneck. Dies führte zu der Vermutung, dass beide Häuser aus derselben Wurzel stammen, was tatsächlich aber nicht zutraf.
Zu der Geschichte der Wappen vgl.: hier

Da Kaiser Karl V. im gleichen Jahr abdankte, versuchte Graf Philipp III. von Hanau-Münzenberg diese Übertragung von dessen Nachfolger König Ferdinand I. auf dem Reichstag von Augsburg bestätigt zu erhalten. Er hatte jedoch die Urkunde von Kaiser Karl vergessen mitzubringen, so dass König Ferdinand die Bestätigung nicht vornehmen konnte. Bevor das Versäumnis nachgeholt werden konnte, starb aber Graf Philipp III. von Rieneck als letztes männliches Mitglied seiner Familie am 3. September 1559. Hinsichtlich der materiellen Erbansprüche konnte Graf Philipp III. von Hanau-Münzenberg deshalb nur wenig durchsetzen: Die Lehen fielen an Kurmainz und das Hochstift Würzburg zurück. Dagegen übernahm Philipp III. von Hanau-Münzenberg das Wappen der Rienecker und deren Namen in seine Titulatur.

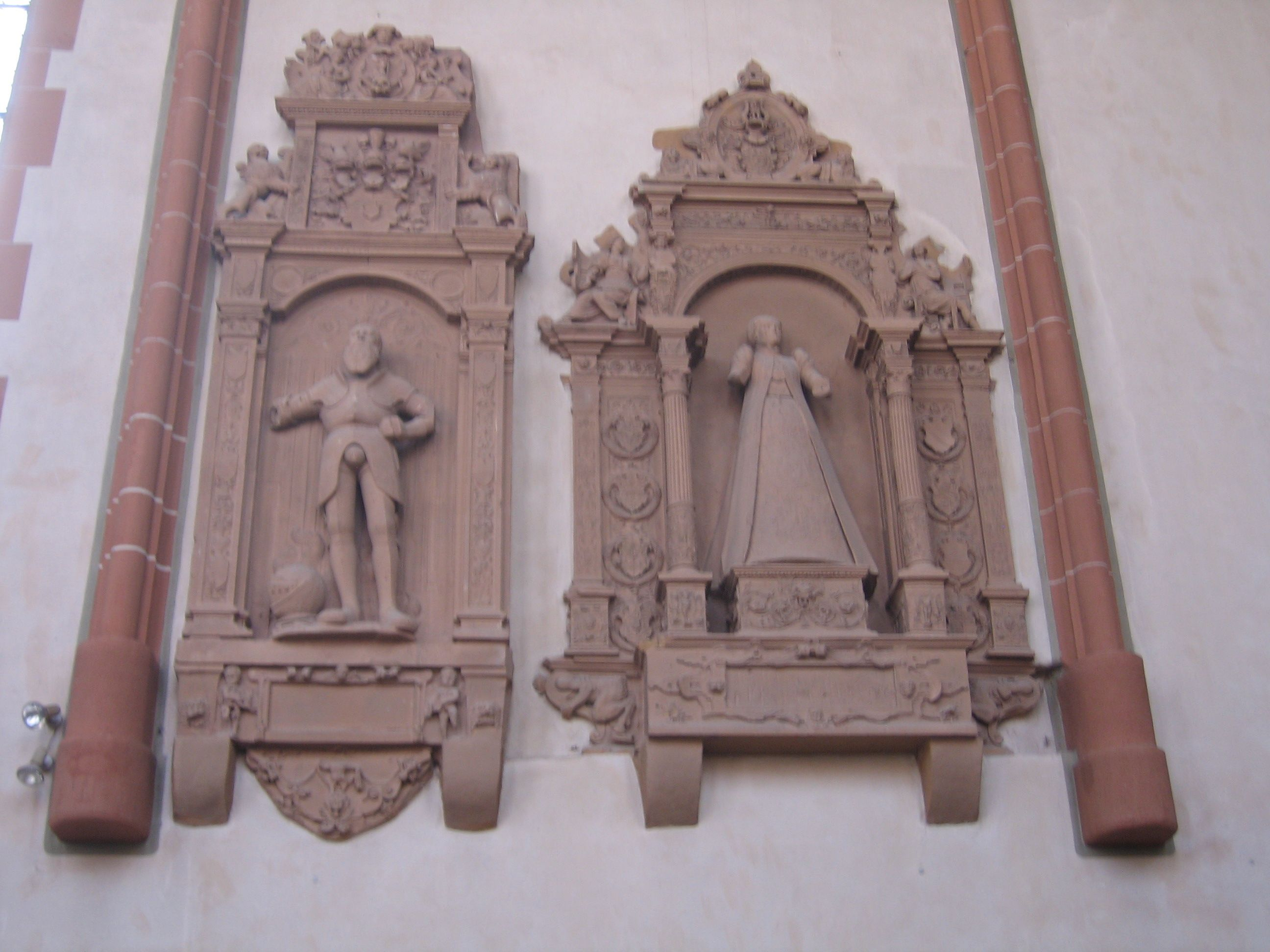
Epitaph des Grafen Philipp III. von Hanau-Münzenberg und seiner Frau, Helene von Pfalz-Simmern, in der Marienkirche Hanau

## Tod
Graf Philipp III. starb nach halbjähriger Krankheit am 14. November 1561 und wurde vor dem Hochaltar der Marienkirche in Hanau auf der rechten Seite beigesetzt. An der darüber sich erhebenden südlichen Chorwand wurden zwei noch heute erhaltene und von Johann von Trarbach geschaffene Renaissancegrabmale, für ihn und seine Gemahlin platziert.
Die Grafen der Linie Hanau-Münzenberg starben in der Regel in ihrem dritten oder vierten Lebensjahrzehnt, wobei sie minderjährige Nachfolger hinterließen. Vermutlich liegt eine vererbbare Krankheit vor – welche ist unbekannt. Das Phänomen erstreckt sich über neun Generationen. Ein Zufall ist da auszuschließen.

## Familie und Nachkommen

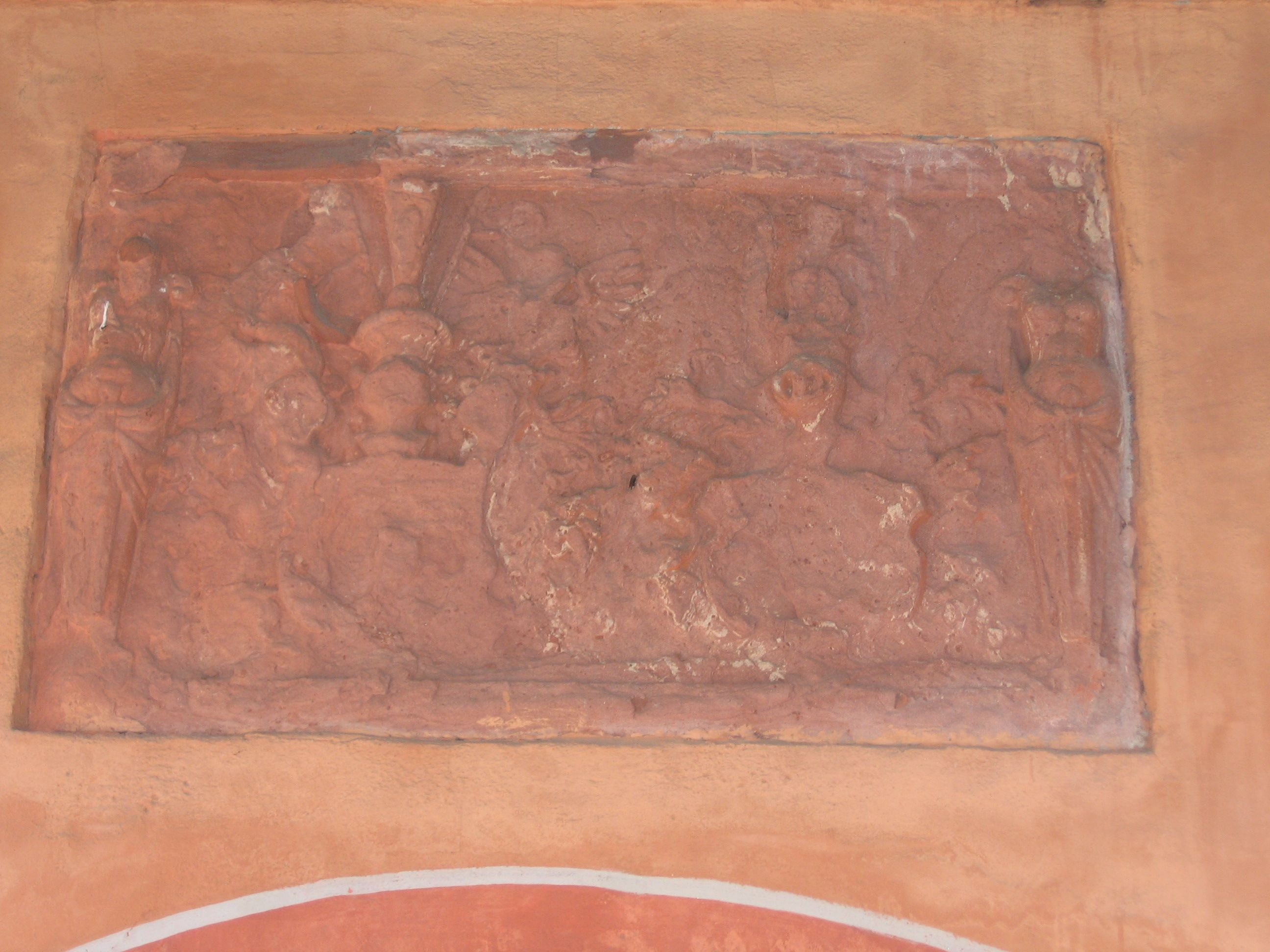
Marienkirche Hanau, Allianzwappen des Grafen Philipp III. und der Pfalzgräfin Helena an der Marienkirche in Hanau mit schweren Umweltschäden

Graf Philipp III. heiratete am 22. November 1551 Helena von Pfalz-Simmern. Sie hatten fünf Kinder:
1. Philipp Ludwig I. (1553–1580)
2. Dorothea (1556–1638)
3. Wilhelm Reinhard (* 28. September 1557 in Hanau; † 17. Februar 1558[3], in Hanau), begraben im Chor der Marienkirche in Hanau
4. Johann Philipp (* 6. November 1559; † 22. April 1560), ebenfalls begraben im Chor der Marienkirche in Hanau
5. Maria (1562–1605), posthum geboren, unvermählt verstorben.

Das Allianzwappen von Graf Philipp III. und Pfalzgräfin Helena von Simmern befindet sich – leider aufgrund umweltbedingten Steinfraßes in schlechtem Zustand – über dem Haupteingang der Marienkirche in Hanau.

## Vorfahren
| Ahnentafel Graf Philipp III. von Hanau-Münzenberg | Ahnentafel Graf Philipp III. von Hanau-Münzenberg                                                                       | Ahnentafel Graf Philipp III. von Hanau-Münzenberg                                                                       | Ahnentafel Graf Philipp III. von Hanau-Münzenberg                                                    | Ahnentafel Graf Philipp III. von Hanau-Münzenberg                                                    | Ahnentafel Graf Philipp III. von Hanau-Münzenberg | Ahnentafel Graf Philipp III. von Hanau-Münzenberg |
| ------------------------------------------------- | --- | --- | --- | --- | ------------------------------------------------- | ------------------------------------------------- |
| Urgroßeltern                                      | Philipp I. von Hanau-Münzenberg (* 1449; † 1500) ⚭ Adriana von Nassau-Dillenburg (* 1449; † 1477)                       | Günther XXXVIII. von Schwarzburg-Blankenburg (* 1450; † 1484) ⚭ Katharina von Querfurt († 1521)                         | Heinrich der Ältere zu Stolberg (* 1436; † 1511) ⚭ Gräfin Mathilde von Mansfeld († 1468)             | Philipp von Eppstein-Königstein (* 1459; † 1481) ⚭ Gräfin Ludovika von der Mark († 1499)             |                                                   |                                                   |
| Großeltern                                        | Graf Reinhard IV. von Hanau-Münzenberg (* 1473; † 1512) ⚭ Gräfin Katharina von Schwarzburg-Blankenburg (* 1470; † 1514) | Graf Reinhard IV. von Hanau-Münzenberg (* 1473; † 1512) ⚭ Gräfin Katharina von Schwarzburg-Blankenburg (* 1470; † 1514) | Graf Botho zu Stolberg (* 1467; † 1538) ⚭ Anna von Eppstein-Königstein (* 1482; † 1538)              | Graf Botho zu Stolberg (* 1467; † 1538) ⚭ Anna von Eppstein-Königstein (* 1482; † 1538)              |                                                   |                                                   |
| Eltern                                            | Graf Philipp II. von Hanau-Münzenberg (* 1501; † 1529) ⚭ Gräfin Juliana zu Stolberg (* 1506; † 1580)                    | Graf Philipp II. von Hanau-Münzenberg (* 1501; † 1529) ⚭ Gräfin Juliana zu Stolberg (* 1506; † 1580)                    | Graf Philipp II. von Hanau-Münzenberg (* 1501; † 1529) ⚭ Gräfin Juliana zu Stolberg (* 1506; † 1580) | Graf Philipp II. von Hanau-Münzenberg (* 1501; † 1529) ⚭ Gräfin Juliana zu Stolberg (* 1506; † 1580) |                                                   |                                                   |
| Philipp III.                                      | | | | |                                                   |                                                   |

Zur Familie vgl. Hauptartikel: Hanau (Adelsgeschlecht)